# Raúl Holguer López Mayorga
Raúl Holguer López Mayorga (* 24. August 1926 in Mocha) ist Altbischof von Latacunga.

## Leben
Raúl Holguer López Mayorga empfing am 29. Juni 1951 die Priesterweihe. Paul VI. ernannte ihn am 30. März 1973 zum  Weihbischof in Guaranda und Titularbischof von Casae in Numidia.
Der Bischof von Ambato, Vicente Rodrigo Cisneros Durán, spendete ihm am 29. April desselben Jahres die Bischofsweihe; Mitkonsekratoren waren Luigi Accogli, Apostolischer Nuntius in Ecuador, und Pablo Kardinal Muñoz Vega S.J., Erzbischof von Quito. 
Am 3. August 1974 wurde er zum Koadjutorbischof von Guaranda ernannt. Mit der Emeritierung von Bischof Cándido Rada Senosiáin SDB am 24. Mai 1980 folgte er ihm als Bischof von Guaranda nach. Am 19. Februar 2003 nahm Papst Johannes Paul II. sein altersbedingtes Rücktrittsgesuch an.